# Rob Lowe
Robert Hepler Lowe (n. 17 martie 1964, Charlottesville, Virginia, SUA) este un actor american, producător de film și gazdă de podcast.

## Filmografie

### Film
| An   | Titlu                                       | Rol                           | Note                                        |
| ---- | ------------------------------------------- | ----------------------------- | ------------------------------------------- |
| 1983 | The Outsiders                               | Sodapop Curtis                |                                             |
| 1983 | Class                                       | Franklin 'Skip' Burroughs IV  |                                             |
| 1984 | The Hotel New Hampshire                     | John Berry                    |                                             |
| 1984 | Oxford Blues                                | Nick De Angelo                |                                             |
| 1985 | St. Elmo's Fire                             | Billy Hicks                   |                                             |
| 1986 | Youngblood                                  | Dean Youngblood               |                                             |
| 1986 | About Last Night                            | Danny Martin                  |                                             |
| 1987 | Square Dance                                | Rory Torrance                 | Alternate title: Home Is Where the Heart Is |
| 1988 | Masquerade                                  | Tim Whalen                    |                                             |
| 1988 | Illegally Yours                             | Richard Dice                  |                                             |
| 1990 | Bad Influence                               | Alex                          |                                             |
| 1991 | The Dark Backward                           | Dirk Delta                    | Alternate title: The Man with Three Arms    |
| 1992 | Wayne's World                               | Benjamin Kane                 |                                             |
| 1992 | The Finest Hour                             | Lawrence Hammer               | Direct-to-video                             |
| 1994 | Frank and Jesse                             | Jesse James                   | Also co-producer                            |
| 1995 | Tommy Boy                                   | Paul Barish                   | Uncredited                                  |
| 1996 | First Degree                                | Det. Rick Mallory             | Direct-to-video                             |
| 1996 | Mulholland Falls                            | Hoodlum                       | Uncredited                                  |
| 1997 | Austin Powers: International Man of Mystery | Decapitated henchman's friend | Uncredited cameo                            |
| 1997 | Living in Peril                             | Walter Woods                  | Direct-to-video                             |
| 1997 | Contact                                     | Richard Rank                  |                                             |
| 1997 | Hostile Intent                              | Cleary                        | Direct-to-video                             |
| 1998 | For Hire                                    | Mitch Lawrence                | Direct-to-video                             |
| 1998 | One Hell of a Guy                           | Nick                          | Direct-to-video                             |
| 1998 | Crazy Six                                   | Billie/Crazy Six              | Direct-to-video                             |
| 1999 | Dead Silent                                 | Kevin Finney                  | Direct-to-video                             |
| 1999 | Austin Powers: The Spy Who Shagged Me       | Young Number Two              |                                             |
| 2000 | Under Pressure                              | John Spencer                  | Direct-to-video                             |
| 2000 | The Specials                                | The Weevil/Tony               |                                             |
| 2001 | Proximity                                   | William Conroy                | Direct-to-video                             |
| 2002 | Austin Powers in Goldmember                 | Middle Number Two             |                                             |
| 2003 | View from the Top                           | Co-pilot Steve Bench          |                                             |
| 2005 | Thank You for Smoking                       | Jeff Megall                   |                                             |
| 2009 | Majesty                                     | Himself                       | Cameo                                       |
| 2009 | The Invention of Lying                      | Brad Kessler                  |                                             |
| 2011 | I Melt with You                             | Jonathan                      | Also executive producer                     |
| 2011 | Breakaway                                   | Coach Dan Winters             |                                             |
| 2012 | Knife Fight                                 | Paul Turner                   |                                             |
| 2013 | Behind the Candelabra                       | Jack Startz                   |                                             |
| 2014 | Sex Tape                                    | Hank Rosenbaum                |                                             |
| 2014 | The Interview                               | Himself                       | Uncredited cameo                            |
| 2016 | Pocket Listing                              | Frank Hunter                  |                                             |
| 2016 | Monster Trucks                              | Reece Tenneson                |                                             |
| 2017 | How to Be a Latin Lover                     | Rick the Gigolo               |                                             |
| 2017 | Mune: Guardian of the Moon                  | Sohone                        | Voice                                       |
| 2018 | Super Troopers 2                            | Guy Le Franc                  |                                             |
| 2019 | Holiday in the Wild                         | Derek Holliston               |                                             |
| 2020 | Madness in the Hills                        | Himself                       | Short film; Also director                   |
| 2023 | Dog Gone                                    | John Marshall                 | Also executive producer                     |

### Filme TV
| An   | Titlu                                           | Rol                 | Note                                 |
| ---- | ----------------------------------------------- | ------------------- | ------------------------------------ |
| 1983 | Thursday's Child                                | Sam Alden           |                                      |
| 1990 | If the Shoe Fits                                | Francesco Salvatore | Alternate title: Stroke Of Midnight  |
| 1996 | On Dangerous Ground                             | Sean Dillon         |                                      |
| 1997 | Midnight Man                                    | Sean Dillon         |                                      |
| 1998 | Outrage                                         | Tom Casey           |                                      |
| 1999 | Atomic Train                                    | John Seger          |                                      |
| 1999 | Winding Roads                                   | Partygoer           |                                      |
| 2001 | Jane Doe                                        | David Doe           |                                      |
| 2002 | Framed                                          | Det. Mike Santini   |                                      |
| 2002 | The Christmas Shoes                             | Robert Layton       |                                      |
| 2004 | Perfect Strangers                               | Lloyd Rockwell      |                                      |
| 2005 | The Christmas Blessing                          | Robert Layton       |                                      |
| 2006 | A Perfect Day                                   | Rob Harlan          |                                      |
| 2007 | Stir of Echoes: The Homecoming                  | Ted Cogan           |                                      |
| 2009 | Too Late to Say Goodbye                         | Bart Corbin         |                                      |
| 2012 | Drew Peterson: Untouchable                      | Drew Peterson       |                                      |
| 2013 | Prosecuting Casey Anthony                       | Jeff Ashton         | Also executive producer              |
| 2013 | Killing Kennedy                                 | John F. Kennedy     |                                      |
| 2015 | Beautiful & Twisted                             | Ben Novack, Jr.     | Also executive producer              |
| 2015 | The Lion Guard: Return of the Roar              | Simba               | Voice                                |
| 2017 | The Lion Guard: The Rise of Scar                | Simba               | Voice                                |
| 2018 | The Bad Seed                                    | David Grossman      | Also director and executive producer |
| 2020 | A West Wing Special to Benefit When We All Vote | Sam Seaborn         | Recreation of "Hartsfield's Landing" |

### Seriale TV
| An              | Titlu                            | Rol                        | Note                                        |
| --------------- | -------------------------------- | -------------------------- | ------------------------------------------- |
| 1979–1980       | A New Kind of Family             | Tony Flannagan             | 11 episodes                                 |
| 1980            | ABC Afterschool Special          | Charles Elderberry         | Episode: "Schoolboy Father"                 |
| 1981            | ABC Afterschool Special          | Jeff Bartlett              | Episode: "A Matter of Time"                 |
| 1990–2000       | Saturday Night Live              | Host                       | 3 episodes                                  |
| 1993            | Great Performances               | Doctor Cukrowicz           | Episode: "Suddenly, Last Summer"            |
| 1994            | The Stand                        | Nick Andros                | 4 episodes                                  |
| 1995            | The Larry Sanders Show           | Himself                    | Episode: "The Bump"                         |
| 1998            | Stories from My Childhood        | Ivan                       | Voice; Episode: "Ivan and His Magic Pony"   |
| 1999–2003, 2006 | The West Wing                    | Sam Seaborn                | 80 episodes                                 |
| 2003            | The Lyon's Den                   | Jack Turner                | 13 episodes; also executive producer        |
| 2004            | Dr. Vegas                        | Billy Grant                | 10 episodes; also executive producer        |
| 2004            | Salem's Lot                      | Ben Mears                  | 2 episodes                                  |
| 2005            | Beach Girls                      | Jack Kilvert               | 6 episodes                                  |
| 2006–2010       | Brothers & Sisters               | Robert McCallister         | 76 episodes                                 |
| 2007            | Family Guy                       | Stanford Cordray           | Voice; Episode: "Road to Rupert"            |
| 2009            | Family Guy                       | Himself                    | Voice; Episode: "Not All Dogs Go to Heaven" |
| 2010–2015, 2020 | Parks and Recreation             | Chris Traeger              | 77 episodes                                 |
| 2011            | Young Justice                    | Captain Marvel             | Voice; 2 episodes                           |
| 2011–2014       | Californication                  | Eddie Nero                 | 6 episodes                                  |
| 2013            | Franklin & Bash                  | Himself                    | Episode: "Shoot to Kill"                    |
| 2014            | The Pro                          | Ben Bertram                | Pilot; also executive producer              |
| 2015            | Moonbeam City                    | Dazzle Novak               | Voice; 10 episodes; also producer           |
| 2015            | You, Me and the Apocalypse       | Father Jude Sutton         | 8 episodes                                  |
| 2015–2016       | The Grinder                      | Dean Sanderson             | 22 episodes; also executive producer        |
| 2016–2019       | The Lion Guard                   | Simba                      | Voice; 23 episodes                          |
| 2016            | Comedy Central Roast of Rob Lowe | Himself/Roastee            | Television special                          |
| 2016–2018       | Code Black                       | Ethan Willis               | 29 episodes                                 |
| 2017            | The Lowe Files                   | Himself (host)             | 9 episodes; also executive producer         |
| 2017            | The Orville                      | Darulio                    | 2 episodes                                  |
| 2019–2021       | Mental Samurai                   | Himself (host)             | 19 episodes; also producer                  |
| 2019            | Wild Bill                        | Chief Constable Bill Hixon | 6 episodes; also executive producer         |
| 2020            | Jimmy Kimmel Live!               | Himself (guest host)       | 2 episodes                                  |
| 2020–2025       | 9-1-1: Lone Star                 | Capt. Owen Strand          | Lead role; also executive producer          |
| 2022            | The '80s: Top Ten                | Host                       |                                             |
| 2022            | The Pentaverate                  | Himself                    |                                             |
| TBA             | Unstable                         | TBA                        | Also executive producer                     |